# Рейнольдс, Ричард Джошуа
Ричард Джошуа Рейнольдс (англ. Richard Joshua Reynolds; 1850—1918) — американский промышленник, основатель табачной компании R. J. Reynolds Tobacco Company.

## Биография
Родился 20 июля 1850 года на Rock Spring Plantation, округ Патрик, штат Виргиния, в семье табачного фермера Хардина Рейнольдса и его жены — Нэнси Джейн Кокс Рейнольдс. Уже в юные годы помогал отцу в табачном бизнесе.
В 1874 году Ричард Рейнольдс продал свою долю в семейном табачном бизнесе отцу и покинул графство Патрик, чтобы основать собственную табачную компанию. Ему нужен был железнодорожный узел для своего бизнеса, и, поскольку в округе Патрик такового не было, он отправился в ближайший город Уинстон, штат Северная Каролина (на тот момент Уинстон и Сейлем были отдельными городами). В 1875 году Рейнольдс наладил собственное производство табака, и за первый год произвел 150 000 фунтов табака. К 1890-м годам его производство табака увеличилось до миллионов фунтов в год.
Младший брат Ричарда Рейнольдса — Уильям Нил, учился в Тринити-колледже (ныне Университет Дьюка) и подрабатывал на него. Окончив Тринити-колледж, он занимался закупкой табака. А в 1888 году Ричард сформировал официальное партнерство с Уильямом и бухгалтером компании — Генри Роаном. Ричард Рейнольдс был президентом с 75 % собственности, а Уильям Рейнольдс и Генри Роан разделили поровну оставшуюся часть. 11 февраля 1890 года табачная компания R. J. Reynolds Tobacco Company была зарегистрирована штатом Северная Каролина как корпорация. К 1892 году собственный капитал Ричарда Рейнольдса вырос до 200 000 долларов.
В 1913 году Ричард Рейнольдс разработал инновацию в области производства сигарет: сигаретную пачку. До этого большинство потребителей табака, которые курили табак, предпочитали скручивать свои собственные сигареты, и до этого момента считалось, что национального рынка расфасованных сигарет не существует.
Рейнольдс работал над созданием аромата, который, как он полагал, будет более привлекательным, чем предыдущие продукты, создав сигареты Camel, названные так потому, что в них использовался турецкий табак. Снизив стоимость производства этих сигарет, Рейнольдс подорвал конкурентов и в течение года продал 425 миллионов пачек Camel.
К моменту своей смерти Ричард Рейнольдс стал самым богатым человеком в Северной Каролине. Он умер от рака 29 июля 1918 года в Уинстон-Сейлеме и был похоронен на городском кладбище Salem Cemetery.
После смерти Рейнольдса управление компанией взял его брат; таким образом члены правления ждали 41 год, чтобы повесить ещё один портрет рядом с портретом Рейнольдса в зале заседаний компании R. J. Reynolds Tobacco Company.
В 1988 году Ричард Джошуа Рейнольдс был введён в Зал деловой славы Северной Каролины.

## Семья
Рейнольдс был самым завидным холостяком в течение многих лет в Уинстон-Сейлеме и женился на Кэтрин Смит, которая была на 30 лет моложе его, 27 февраля 1905 года в Маунт-Эйри, Северная Каролина. Ричард Рейнольдс и отец Кэтрин — Закари, были двоюродными братьями, и Рейнольдс знал Кэтрин ещё с тех пор, как она была маленькой девочкой. У них было четверо детей:
- Ричард Джошуа Рейнольдс-младший[англ.] (4 апреля 1906 — 14 декабря 1964),
- Мэри Кэтрин Рейнольдс (8 августа 1908 — 17 июля 1953),
- Нэнси Сьюзан Рейнольдс (5 февраля 1910 — январь 1985),
- Закари Смит Рейнольдс[англ.] (5 ноября 1911 — 6 июля 1932).

Кэтрин Рейнольдс была похоронена рядом с мужем.